# Societat Filològica Friülana
Societat Filològica Friülana (friülà Societât filologjiche furlane) fou una societat fundada el 23 de novembre de 1919 a Gorizia. Entre els membres fundadors hi havia personatges importants de la literatura furlana com Giovanni Lorenzoni (primer president), Bindo Chiurlo, Ugo Pellis, Ercole Carletti. Va rebre el nom de Filològica en honor del lingüista de Gorizia Graziadio Isaia Ascoli, fundador dels estudis de dialectologia a Itàlia i que va escriure articles científics sobre el friülà a l'Arxiu Glotològic Italià (Saçs ladins, 1873).
El 7 d'agost de 1936 es va constituir com a entitat moral amb la finalitat de promoure l'ús i desenvolupament de la llengua i literatura friülesa, el seu ensenyament i estudi, espectacle, música i arts populars. Ha contribuït als Atles històrics i lingüístics italià i furlà i té la seu central a Udine, encara que hi ha sotsseus a Gurice per al Friül oriental, a Pordenone pel Friül occidental, i a Tumieç per Cjargne.